# Beniamino Donzelli
Beniamino Donzelli Conte di Montevecchia (Treviglio, 26 giugno 1863 – Milano, 6 novembre 1952) è stato un imprenditore, dirigente d'azienda e politico italiano.

## Biografia
Nato in una famiglia piccolo borghese consegue la licenza tecnica e nel 1883 entra come apprendista nelle Cartiere Ambrogio Binda di Vaprio d'Adda. Passa in seguito alla cartiera Cartiera Conca Fallata di Milano, uno stabilimento dipendente dalla Binda, dove ricopre le funzioni di assistente alla fabbricazione e capo allestimento e assume posizioni di crescente responsabilità anche nel settore della vendita. Nel 1891, direttamente richiesto dal titolare, assume la direzione della cartiera Rossi Di Perale di Arsiero, dove rimane fino al 1893.
In tale anno si trasferisce in Francia, alle dipendenze dello stabilimento cartario Près-des-Vaux, nei pressi di Besançon, dove si perfeziona nella fabbricazione della pasta di legno coi vari sistemi allora in uso (meccanici, chimici, etc).
Tornato in Italia assume la direzione della cartiera Valvassori di Lanzo Torinese, dove la diretta collaborazione con Franco Valvassori gli consente di effettuare diversi viaggi di studio all'estero, sia in Europa che in sudamerica. In Argentina la Compañia general de fosforos di Buenos Aires gli affida la progettazione di una cartiera che viene poi costruita a Bernal, un sobborgo della capitale. Effettua anche un lungo viaggio negli Stati Uniti, dove oltre a studiare i sistemi di fabbricazione in uso, acquista i macchinari necessari per lo stabilimento argentino.
Rientrato in Italia (1902) torna alla direzione della Valvassori ma l'incarico dura poco tempo. Viene infatti chiamato dagli azionisti della società anonima Cartiere di Maslianico, con sede principale nell'omonimo comune e a Lugo Vicentino, in quel periodo in pessime condizioni economiche. L'idea di risollevare un'azienda in crisi lo alletta ma non fa in tempo a insediarsi che gli arriva una seconda richiesta, stavolta dalle cartiere Binda, in difficoltà dopo la prematura scomparsa di Ambrogio Binda. Essendo la più importante delle cartiere italiane, con esportazioni in molte parti del mondo, e un'impresa che già conosce, opta per quest'ultimo posto. Vi rimane fino al 1924 assumendo le cariche di amministratore delegato e presidente.
Nel 1917 entra nel consiglio di amministrazione della Banca agricola di Milano, di cui assume in seguito la presidenza. L'anno successivo, con la fondazione del Pensionato per orfani di guerra "Bice Donzelli Rossi" (di cui mantiene la presidenza fino al 1931), inizia una lunga attività in opere filantropiche che nel 1922 lo vede acquistare un complesso di edifici e terreni già appartenuti ad una istituzione denominata Veloce Club, ubicato in via del Conservatorio, dove viene aperta la Casa dei giovani, una struttura dotata di aule per dopo-scuola, palestre, attrezzature per giochi all'aperto. Realizzata, scrive Donzelli nella sua difesa dalle accuse di collaborazione col fascismo, "alcuni anni prima degli enti del genere, tanto strombazzati dal regime fascista". Ne rimane presidente fino al 1927, quando viene assorbita dall'Opera nazionale Balilla.
Queste ed altre iniziative caratterizzano l'azione del Donzelli nel primo dopoguerra, periodo in cui inizia anche ad interessarsi di politica. Liberale di orientamento progressista nel 1920 si candida al consiglio comunale di Milano nella lista denominata Blocco d'azione (formata dall'Associazione liberale, dal Partito economico, dall'Unione liberale democratica, dal Gruppo nazionalista, dal Circolo degli interessi industriali, commerciali e agricoli e dalla Federazione degli esercenti) ma non viene eletto. Nel 1923 viene nominato deputato provinciale di Milano per il Partito Liberale ed in tale veste rappresenta l'istituzione nei consorzi provinciali contro la tubercolosi e per l'assistenza all'infanzia.
Nel 1924 entra nel comitato promotore della Fiera di Milano e lascia le cartiere Binda per diversità di vedute con la maggioranza degli azionisti. Dopo averci passato circa venti anni Donzelli ritiene di essere pronto per fondare un proprio gruppo industriale del settore cartario. Con l'appoggio dei collaboratori che lo seguono nelle dimissioni (tra i quali il nipote e erede Ferruccio Gilberti) rileva dai precedenti proprietari lo stabilimento cartario Maffizzoli, fondato nel 1906 e in quel periodo in una situazione di forte crisi economica a causa di un crollo delle esportazioni. L'impresa continua ad agire col suo nome originario, ora proprietà dell'Azienda Cartaria Italiana, gruppo che, con l'apporto di capitali freschi, rileva altri stabilimenti parimenti in crisi a Gemona (Cartiera Friulana) e Scurelle (Cartiera Valsugana).
Queste prime aziende, ed altre che seguono, sono fuse nel 1937 in una nuova società anonima unica di grandi dimensioni, la "C.B.D. Cartiere Beniamino Donzelli" .
Dopo aver lasciato la deputazione provinciale, sciolta d'autorità assieme ai consigli dal fascismo, assume la presidenza del Consiglio Provinciale dell'economia e si dedica al salvataggio della cartiera Franchini di Verona. Quest'ultima operazione, di vaste proporzioni per un buco di bilancio di circa 12 milioni di lire dell'epoca, amplia notevolmente la sua fama di imprenditore e dirigente d'azienda, al punto che nel 1929 la federazione degli esercenti di Milano lo designa deputato per la circoscrizione di Como nel collegio unico nazionale allora in vigore. Alla Camera del Regno rimane nella XXVIII e XXIX legislatura. Nel 1939 viene nominato senatore nella categoria 03 (i deputati dopo tre legislature o sei anni di esercizio). Nei due rami del Parlamento è attivo prevalentemente nelle commissioni tecniche, con rare presenze in aula, e si occupa principalmente di lavoro, economia e autarchia.
Dopo la caduta del fascismo rifiuta di aderire alla Repubblica Sociale Italiana ed è costretto a rifugiarsi a Courmayeur per sfuggire ad un mandato di arresto. Da quella località appoggia con forti contribuzioni finanziarie la resistenza partigiana, ed in particolare il Corpo volontari della libertà, di cui è ufficiale suo nipote. Continua inoltre a dirigere la sua azienda, e per salvare dalla deportazione i suoi 4.000 operai li fa figurare lavoratori attivi, pagando loro un salario ridotto, in modo da evitare che vengano compresi tra gli inattivi da destinare al lavoro coatto in Germania. Riesce così anche a salvare le macchine dalla depredazione favorità dalle autorità fasciste. Nonostante tutto dopo la liberazione si trova compreso nell'elenco dei senatori di cui si chiede la decadenza, peraltro con motivazioni errate quali l'essere stato nominato nel 1943, quando Mussolini aveva un maggior bisogno di voti ossequienti quando stava maturando la sua destituzione.
Grazie alle deposizioni favorevoli delle autorità partigiane, all'attestato del suo essere sempre stato antifascista e ai suoi 82 anni (la mia tarda età allontana di per sé il dubbio che io difenda una carica per poterla ancora comunque esercitare, scrive nella memoria difensiva), la decadenza viene respinta.
Nel dopoguerra, lasciata del tutto la politica, si occupa unicamente dei suoi affari. Nonostante l'età (89 anni) alla sua morte è ancora presidente della "C.B.D. Cartiere Beniamino Donzelli", delle Cartiere meridionali, della Cartaria Italia Centrale, della Cartaria Toscana, e di varie altre società più o meno economicamente legate al suo gruppo.